# Audi 50
L'Auto Union Audi 50 (sigla di progetto Typ 86) è un'autovettura prodotta dalla casa automobilistica tedesca Audi tra il 1974 ed il 1978 e venduta solo in Europa.

## Storia e profilo

### Genesi e debutto
Fu all'alba degli anni '70 che al quartier generale dell'Audi si pensò ad una piccola vettura per integrare verso il basso una gamma che all'epoca era composta dalle Audi 60, 75, 90 e 100. I primi disegni nacquero nel 1971 da una collaborazione fra il centro stile Audi e la Bertone. In particolare, l'atelier torinese incaricò di tale compito proprio quel Marcello Gandini che poco tempo prima aveva disegnato le forme di autentiche ed immortali supercar come la Lamborghini Countach e la Lancia Stratos. Quanto al centro stile Audi, il compito di disegnare la futura utilitaria Audi fu diviso fra due squadre di designers, entrambe guidate da Georg Bertram, e che annoveravano tra le loro file Claus Luthe, appena approdato all'Audi dopo alcuni anni trascorsi come responsabile del design alla NSU, prima che questa entrasse nell'orbita del gruppo Volkswagen. Le due squadre del centro stile Audi presero a raffinare i primi schizzi realizzati da Bertone. Di lì a poco nacquero i primi prototipi statici, molto simili nelle linee alla vettura definitiva, ma con qualche chicca particolare, visibile soprattutto nella zona posteriore, dove venne montato un paraurti in plastica molto avvolgente che ricordava molto da vicino quello che sarebbe stato montato invece nella futura Fiat Ritmo. E da lì nacque negli anni successivi tutta una serie di congetture, mai realmente dimostrate, sul fatto che Claus Luthe, ancora in rapporti stretti con la Fiat (ex-detentrice del marchio NSU), avesse passato alcuni suoi disegni alla Casa del Lingotto. Nelle fasi finali di sviluppo, il progetto venne ripreso anche da un altro grande designer italiano, ossia quello stesso Giugiaro che aveva appena concluso il suo contributo stilistico per la Golf. E fu proprio Giugiaro ad apportare quelle modifiche che avrebbero portato alla vettura definitiva, vettura che venne presentata al Salone di Parigi il 26 ottobre 1974, anche se la sua produzione era già stata avviata fin dall'estate.

## Caratteristiche
I ritocchi finali apportati da Giugiaro al prototipo sviluppato congiuntamente da Bertone e dal centro stile Audi portarono ad una vettura dal maggior family-feeling con la prima generazione dell'Audi 80, in listino già da un paio di anni, ma anche con la prima generazione della Golf. Si trattava quindi di un family-feeling "trasversale", nel senso che abbracciava due marchi differenti, sebbene appartenenti allo stesso gruppo automobilistico. E così l'Audi 50 si presentava come un'utilitaria dalle dimensioni contenute in 3,51 metri e omologata per quattro persone. Il corpo vettura era spigoloso, con ampie superfici vetrate e con un frontale caratterizzato dall'ampia mascherina in plastica nera con due proiettori tondi alle estremità. Il paraurti in plastica e acciaio integrava anche gli indicatori di direzione anteriori. Molto semplice, pulita e lineare la vista laterale, dalla quale si notava anche la decisa inclinazione del montante posteriore, tanto che alcune fonti si affrettavano ad attribuirle caratteristiche da coupé, anche se ciò appare piuttosto improprio date le caratteristiche e la fascia di mercato che la vettura era chiamata ad occupare. La parte posteriore sfoggiava un ampio lunotto e grandi gruppi ottici rettangolari.
Per quanto riguardava la parte tecnica, la 50 confermò la trazione anteriore come nelle altre recenti vetture del gruppo, ma introdusse, per la prima volta nella storia della Casa dei quattro anelli, la disposizione trasversale del motore, una soluzione dettata dall'esigenza di minimizzare gli ingombri longitudinali del motore a vantaggio dell'abitabilità interna. La meccanica telaistica prevedeva un avantreno di tipo MacPherson e un retrotreno a ruote interconnesse. A spingere la nuova utilitaria Audi ci pensavano due 4 cilindri in linea monoalbero in testa di 895 cm³ (specifico solo per alcuni mercati tra cui quello spagnolo) o 1093 cm³, che trasmettevano il moto attraverso una trasmissione manuale a 4 rapporti. Mentre la versione di cilindrata inferiore (50 e 50 L) disponeva di 40 CV, la versione con motore da 1.1 litri poteva avere 50 (50 LS) o 60 CV (50 GL), a seconda del carburatore (monocorpo o doppio corpo) impiegato. In ogni caso, il cambio era del tipo manuale a 4 marce.

## Carriera commerciale
La breve carriera commerciale dell'Audi 50 finì per incrociarsi ben presto con la produzione Volkswagen: nel febbraio 1975 la Volkswagen presentò la Polo, dotata della medesima carrozzeria della 50, ma con allestimenti più semplici. Nel 1976 la 50 GLS sostituì la GL, rispetto alla quale propose un allestimento più ricco. L'anno seguente la GLS adottò un motore di cilindrata maggiorata a 1272 cm³ che, a causa del carburatore monocorpo, erogava la stessa potenza (60 CV) del precedente 1100. Nella stessa occasione, il motore 1.3 venne abbinato ad un nuovo allestimento GL, che quindi tornò a far parte della gamma dell'Audi 50. Schiacciata dalla concorrenza della Polo, venduta ad un prezzo inferiore e dotata di allestimenti non molto lontani, la 50 venne ritirata dal mercato nell'agosto 1978, dopo 180.812 esemplari prodotti.

## Tabella riepilogativa
Di seguito vengono riepilogate le caratteristiche relative alla gamma dell'Audi 50:
| Audi 50 (1974-78)                                                  |            |                          |                |               |                    |              |                     |                    |                    |
| Modello                                                            | Cilindrata | Alimentazione            | Potenza CV/rpm | Coppia Nm/rpm | Massa a vuoto (kg) | Velocità max | Acceler. 0–100 km/h | Consumo (l/100 km) | Anni di produzione |
| 501/50 L1                                                          | 895        | Carburatore monocorpo    | 40/5900        | 61/3500       | 685                | 135          | 21"                 | 8,5                | 1974-781           |
| 50 LS                                                              | 1093       | Carburatore monocorpo    | 50/5800        | 75,5/3500     | 700                | 142          | 18"                 | 9                  | 1974-78            |
| 50 GL                                                              | 1093       | Carburatore doppio corpo | 60/6000        | 83,4/3500     | 720                | 151          | 15"                 | 9                  | 1974-76            |
| 50 GL                                                              | 1272       | Carburatore monocorpo    | 60/5600        | 93/3400       | 730                | 152          | 15"                 | 10                 | 1977-78            |
| 50 GLS                                                             | 1093       | Carburatore doppio corpo | 60/6000        | 83,4/3500     | 720                | 151          | 15"                 | 9                  | 1976-77            |
| 50 GLS                                                             | 1272       | Carburatore monocorpo    | 60/5600        | 93/3400       | 730                | 152          | 15"                 | 10                 | 1977-78            |
| Note: 1Solo per alcuni mercati, fra cui non figura quello italiano |            |                          |                |               |                    |              |                     |                    |                    |